# خوان كارلوس بانياجوا
خوان كارلوس بانياجوا (بالإسبانية: Juan Carlos Paniagua Prieto)‏ هو لاعب كرة قدم إسباني في مركز الهجوم، ولد في 20 مارس 1966 في نافالمورال دي لا ماتا في إسبانيا. لعب مع نادي ليفانتي.